# Калинин, Степан Андрианович
Кали́нин Степа́н Андриа́нович (15 [27] декабря 1890 — 11 сентября 1975 года) — советский военачальник, в годы Великой Отечественной войны командующий 24-й армией и ряда военных округов, генерал-лейтенант (04.06.1940). Отец Героя Советского Союза капитана 1-го ранга М. С. Калинина.

## Молодость, Первая мировая война
Родился 15 (27) декабря 1890 года в деревне Панкратовская Московской губернии. Из рабочих — отец его был кустарем-одиночкой. С 15 лет работал на ткацких фабриках Богородского и Егорьевского уездов Московской губ.
В Русской императорской армии с ноября 1912 года. Окончил учебную команду 12-го гренадерского Астраханского полка (Москва) 3-й гренадерской дивизии (Московский военный округ) в 1913 году, затем служил в этом полку ефрейтором. С началом Первой Мировой войны был переведен в Скопинский 220-й пехотный полк 55-й пехотной дивизии 1-й армии Северо-Западного фронта. В конце 1914 года был тяжело ранен разрывной пулей, в полк вернулся только осенью 1915 года. Летом 1916 года на Западном фронте был вторично тяжело ранен и к тому же контужен. Лечился в госпитале в Брянске, в это время сумел окончить экстерном Брянскую мужскую гимназию. По излечении в ноябре 1916 года зачислен в 11-й пехотный запасный полк в Брянске. В январе 1917 года вернулся в 220-й пехотный полк. После Февральской революции в марте 1917 года был избран членом полкового солдатского комитета. В числе солдатских делегатов от дивизии в апреле 1917 года приезжал в Петроград, встречался с Н. С. Чхеидзе, М. И. Скобелевым, А. И. Керенским, Н. В. Крыленко, В. И. Лениным.

## Революция и Гражданская война
В мае был направлен на учёбу в школу прапорщиков Западного фронта (Псков). Там же в Пскове в 1917 году вступил в РСДРП (б), был депутатом Псковского городского Совета. Окончил школу в сентябре, произведён в чин прапорщика, направлен исполняющим должность командира роты в 12‑й запасный полк (г. Карачев, Орловская губерния). После Октябрьской революции назначен комендантом города и командиром Карачевского Военно-революционного отряда.
С января 1918 года был начальником штаба Северных Военно-революционных отрядов в Брянске. С марта 1918 года с отрядом революционных солдат находился в Самаре в подчинении В. В. Куйбышева, организуя отправку эшелонов с продовольствием из Поволжья в Петроград. После начала восстания чехословацкого корпуса в мае-июне 1918 года участвовал в обороне Самары от чехов командиром артиллерийской батареи. При отходе от Самары заболел тифом.
В Красной Армии с октября 1918 года, после выздоровления. Участник Гражданской войны в России. Сначала был назначен военкомом Главного штаба (Управления) Продовольственно-реквизиционной армии Народного комиссариата продовольствия РСФСР. В августе 1919 года назначен командиром 19-й отдельной бригады войск ВОХР (Пенза), в ноябре — начальником Саратовского сектора войск ВОХР. Принимал участие в борьбе с бандитизмом в Пензенской и Тамбовской губерниях, в подавлении Бугульминского восстания 1920 года и восстания А. В. Сапожкова. С сентября 1920 года — командующий войсками ВНУС Заволжского военного округа. После присоединения войск ВНУС к РККА в ноябре 1920 года назначен помощником командующего войсками Заволжского военного округа (в сентябре 1921 переименован в Приволжский военный округ).

## Межвоенное время
В 1922 году окончил Высшие академические курсы при  Военной академии РККА, в сентябре назначен командиром 33-й стрелковой дивизии Приволжского военного округа (Самара), однако в декабре отстранён от должности за превышение служебных полномочий («разбазаривание государственных средств» на проведение нескольких банкетов в своей дивизии, в 1923-м году за это был условно осужден к 3 годам лишения свободы). С февраля 1923 года — врид командира 18-го стрелкового корпуса, который в это время расформировывался в том же округе. С апреля 1923 года — помощник командира, а с августа 1923 года — командир 1-й Казанской стрелковой дивизии. Затем служил в штабе Уральского военного округа — с марта 1926 года начальник управления, с октября того же года — заместитель начальника штаба округа. В 1928 году окончил Курсы усовершенствования высшего начальствующего состава РККА и в ноябре 1928 года назначен командиром (а с июня 1929 года — ещё и военком) 84-й стрелковой дивизии Московского военного округа (Тула).
Командовал дивизией почти 8 лет, при этом в апреле 1930 года окончил Курсы командиров-единоначальников при Военно-политической академии РККА им. Н. Г. Толмачёва. С февраля 1936 года — заместитель начальника штаба Московского военного округа. С февраля 1937 года — командир и военком 73-й стрелковой дивизии Сибирского военного округа (Омск). с июня 1937 года — командир 12-го стрелкового корпуса, а уже с декабря того же года — заместитель командующего войсками Сибирского военного округа. В апреле 1938 года назначен на ту же должность в Киевском военном округе, но через три месяца, 15 июля, возвращён в Сибирь и назначен командующим войсками Сибирского военного округа. 7 октября 1938 года утверждён членом Военного совета при народном комиссаре обороны СССР.
Избран депутатом Верховного Совета Украинской ССР 1-го созыва (26.06.1938).
16 марта 1941 года доизбран депутатом Верховного Совета СССР от Ленинск-Кузнецкого избирательного округа № 189 (на место репрессированного в 1939 году Г. Ф. Горбача).

## Великая Отечественная война
В начале Великой Отечественной войны назначен командующим 24-й армией, которая с 28 июня 1941 года формировалась на базе войск округа. В первых числах июля армия начала движение в эшелонах на фронт, где составила резерв Ставки Главного командования РККА, 14 июля была включена в состав Фронта резервных армий. Но уже 15 июля Калинин на посту командарма был заменён генерал-майором К. И. Ракутиным (в мемуарах С. А. Калинин намекает на роль Л. П. Берия в этом решении).
С 22 июля 1941 года командовал оперативной группой войск в районе северо-восточнее Смоленска («группа генерала Ракутина») в составе трёх стрелковых дивизий (впрочем, фактически имел под командованием только 2 дивизии, так как третья была втянута в бой до прибытия под его командование). Участвовал в Смоленском сражении: его оперативная группа вместе с аналогичными группами генералов И. И. Масленникова, В. А. Хоменко, К. К. Рокоссовского и В. Я. Качалова наносила концентрический удар на Смоленск, с целью деблокировать дравшиеся в районе города войска 16-й и 20-й армий и освободить Смоленск. Но из-за слабости групп, отсутствия времени на подготовку, разновременности ударов и господства в воздухе немецкой авиации этот удар не достиг цели.
3 августа 1941 года назначен начальником запасных частей и помощником командующего Западного фронта. Автор доклада, подготовленного в это время по распоряжению Военного совета Западного фронта о недостатках в действиях советских войск в первые месяцы войны. В начале немецкого генерального наступления на Москву (октябрь 1941 года) был застигнут в расположении войск и самостоятельно руководил несколькими оказавшимися без связи с штабами армии и фронта дивизиями, сумел организовать их прорыв к своим, хотя и с значительными потерями. В середине октября отозван в распоряжение народного комиссара обороны СССР, был срочно направлен в Новосибирск с заданием в кратчайший срок отправить под Москву несколько сибирских дивизий.
С 1 декабря 1941 года — командующий войсками Приволжского военного округа; проделал большую работу по формированию и обучению для фронта новых частей и соединений, а также по налаживанию эффективной работы многочисленных военно-учебных заведений округа. В июне-июле сформировал в округе 8-ю резервную армию, 15 августа 1942 года назначен командующим созданной на её базе 66-й армии и направлен вместе с нею на Сталинградский фронт, но там по требованию заместителя Наркома обороны СССР — начальника Главного управления формирования и укомплектования войск Красной Армии Е. А. Щаденко приказ о назначении Калинина командармом был отменён, 27 августа он сдал армию новому командарму генералу Р. Я. Малиновскому и вернулся к командованию Приволжским ВО.
С 23 марта 1944 года — командующий войсками Харьковского военного округа. 18 мая 1944 года на станции Красноармейская произошли беспорядки среди личного состава эшелона с маршевым пополнением (в котором оказалось 444 лица, ранее судимые за уголовные преступления), сопровождавшиеся гибелью людей, грабежами, избиением офицерского состава. Приказом народного комиссара обороны СССР И. В. Сталина № 229 от 9 июня 1944 года командующий войсками округа генерал С. А. Калинин был обвинён в разложении работы в округе своей бездеятельностью и недобросовестным отношением к делу, снят с должности командующего войсками Харьковского военного округа и отдан под суд.

## Репрессии и реабилитация
Собранными органами НКВД материалами в отношении генерал-лейтенанта С. А. Калинина отмечалось: «В беседах со своими сослуживцами и в публичных выступлениях заявлял о нерентабельности и низкой производительности труда в колхозах, брал под свою защиту репрессированных кулаков, высказывал недовольство карательной политикой Советского правительства. Во время Отечественной войны выражал сомнения в правильности ведения войны, обвиняя Верховное Главное Командование Красной армии в том, что оно не заботится о сохранении людских резервов, допускает в отдельных операциях большие потери».
13 июня 1944 года был арестован. К собранным материалам следствие добавило и другие факты «антисоветской пропаганды», в частности из разговоров с другими заключенными уже в тюремной камере, а также близкую связь с «врагом народа» И. С. Кутяковым, с которым с 1932 года «вёл преступные беседы». Содержался в тюрьме в Москве, при этом с 1945 по 1950 годы ни разу не допрашивался. При обыске на квартире Калинина были обнаружены его дневники с резко критическими отзывами в адрес советского руководства. В декабре 1946 года уволен из Вооружённых сил.
Только в 1950 году возобновились допросы и было ужесточено первоначальное обвинение. Через 7 лет после ареста, приговором Военной коллегии Верховного суда СССР от 25 октября 1951 года Степан Андрианович Калинин был признан виновным по статье 58-10 ч. 2 и по статье 193-17 п. «а» Уголовного Кодекса РСФСР, приговорён к лишению свободы сроком на 25 лет с поражением в политических правах на 5 лет с конфискацией имущества и лишением воинского звания генерал-лейтенант, а также лишением государственных наград. Срок отбытия наказания исчислялся с 14 июня 1944 года. Лишён воинского звания «генерал-лейтенант» Постановлением Совета Министров СССР от 10 января 1952 года.
Для отбытия наказания С. А. Калинин был отправлен в исправительно-трудовой лагерь «АГ» МВД СССР в город Мариинск Кемеровской области. Уже отбывая срок в этом лагере, лагерным судом ИТЛ «АГ» МВД СССР 11 марта 1953 года осуждён ещё раз за совершение преступления, предусмотренного статьёй 58-10 ч. 1 УК РСФСР, и приговорён ещё к 10 годам лишения свободы с содержанием в ИТЛ с поражением в политических правах на 5 лет за то, что он «отбывая наказание, проводил среди заключённых антисоветскую агитацию, клеветал на руководителей советского правительства и Коммунистической партии».
Между тем, вскоре после смерти И. В. Сталина решением Военной коллегии Верховного суда СССР 28 июля 1953 года был отменён приговор от 25 октября 1951 года, дело пересмотрено и назначенное С. А. Калинину наказание в виде 25 лет лишения свободы было понижено до фактически отбытого им срока — 9 лет и 1 месяца, без поражения в правах. В связи с отбытием срока наказания С. А. Калинин из-под стражи должен быть выйти на свободу, но его оставили в лагере отбывать срок по приговору 1953 года. Только после отмены и этого приговора в Верховном суде СССР (дело рассмотрено 13 ноября) С. А. Калинин 17 ноября 1953 года вышел на свободу.
В январе 1954 года он был восстановлен в воинском звании, тогда же восстановлен в Советской Армии и сразу уволен в запас по возрасту с назначением положенной генералам пенсии.
Полностью реабилитирован 2 ноября 1956 года, когда постановлением пленума Верховного суда СССР все судебные решения в отношении С. А. Калинина были отменены и его дело было прекращено в связи с отсутствием в его действиях состава преступления.
Жил в Москве. Написал книгу мемуаров, где по цензурным соображениям не обмолвился о своём аресте и заключении. Скончался 11 сентября 1975 года в Москве. Похоронен на Химкинском кладбище.

## Воинские звания
- ефрейтор (май 1914)
- младший унтер-офицер (октябрь 1914)
- старший унтер-офицер (декабрь 1915)
- прапорщик (1.10.1917)
- комдив (26.11.1935)[13]
- комкор (22.02.1938)[14]
- командарм 2-го ранга (08.02.1939)[15]
- генерал-лейтенант (04.06.1940)[1]

## Награды
- 2 ордена Ленина (12.11.1943, 5.11.1954)
- 2 ордена Красного Знамени (22.02.1941, 22.01.1943)
- медали

## Мемуары
- Калинин С. А. Размышляя о минувшем. — М.: Воениздат, 1963. — 224 с. (Военные мемуары).